# Edward Hawke, 1:e baron Hawke
Edward Hawke, från 1776 1:e baron Hawke av Towton, född 21 februari 1705, död 16 oktober 1781, var en brittisk sjömilitär.
Hawke inträdde 1719 vid flottan, blev konteramiral 1747, viceamiral 1748, amiral 1757 och Admiral of the Fleet 1768. Han deltog som fartygschef i slaget vid Toulon 1744, tillintetgjorde i oktober 1747 en fransk eskader vid Finistère och efterträdde 1756 amiral John Byng som chef för medelhavsflottan. Den 20 november 1759 besegrade Hawke vid Quiberon den franska flottan under befäl av Hubert de Brienne, hertig av Constans och förhindrade därigenom en fransk invasion av Storbritannien. Hawke var 1766-71 1:e amiralitetslord. Han inlade under hela sin tjänstetid stora förtjänster om upprätthållande av en sträng blockad av Frankrikes kuster.